# 야마토사이다이지역
야마토사이다이지역(일본어: 大和西大寺駅)은 일본 나라현 나라시에 위치한 긴키 닛폰 철도의 철도역이다. 나라선, 교토선, 가시하라선 등 3개의 노선이 운행 중이다. 역 번호의 경우, 나라선은 A 26, 교토선과 가시하라선은 B 26이며, 섬식 승강장 3면 5선의 구조를 갖춘 지상역이다. 2022년 7월 8일에 이 역 북쪽 출입구 부근에서 선거 유세 연설을 하던 아베 신조 전 일본 내각총리대신이 피살당하는 사건이 일어났다.

## 타는 곳
| 1 · 2     | A 나라선     | 하행 | A 나라 방면                                                                    |                           |
| 1 · 2     | B 가시하라선 | -    | B 야마토야기 · 가시하라진구마에 방면 H 덴리 방면 E 나고야 방면 M 이세시마 방면 |                           |
| 3 · 4 · 5 | A 나라선     | 상행 | A 오사카난바 · 아마가사키 · 고베산노미야 방면                                  |                           |
| 3 · 4 · 5 | B 교토선     | -    | B 단바바시 · 교토 방면 교토국제회관 방면                                       |                           |
| 6         | B 가시하라선 | -    | B 야마토야기 · 가시하라진구마에 방면 H 덴리 방면                               | 주로 보통 열차            |
| 6         | A 나라선     | 상행 | A 오사카난바 방면                                                              | 일부 보통 · 준특급 열차만 |

## 이용 현황
| 연도   | 특정일 | 특정일      | 1일 평균 승차 인원 |
| 연도   | 조사일 | 승하차 인원 | 1일 평균 승차 인원 |
| ------ | ------ | ----------- | ------------------ |
| 1995년 | -      | -           | 28,800             |
| 1996년 | -      | -           | 27,057             |
| 1997년 | -      | -           | 25,582             |
| 1998년 | -      | -           | 24,714             |
| 1999년 | -      | -           | 23,911             |
| 2000년 | -      | -           | 23,716             |
| 2001년 | -      | -           | 24,142             |
| 2002년 | -      | -           | 24,096             |
| 2003년 | -      | -           | 24,487             |
| 2004년 | -      | -           | 23,932             |
| 2005년 | 11/8   | 53,480      | 23,989             |
| 2006년 | -      | -           | 24,162             |
| 2007년 | -      | -           | 23,987             |
| 2008년 | 11/18  | 49,450      | 23,455             |
| 2009년 | -      | -           | 22,768             |
| 2010년 | 11/9   | 48,660      | 24,674             |
| 2011년 | -      | -           | 22,342             |
| 2012년 | 11/13  | 46,345      | 22,368             |
| 2013년 | -      | -           | 23,237             |
| 2014년 | -      | -           | 22,989             |
| 2015년 | 11/10  | 46,530      | 23,205             |

## 역 주변
- 독립행정법인 국립 문화재 기구 나라 문화재 연구소 본청사
- 헤이조 궁 터
- 세이무 천황 릉 · 고켄 천황 릉
- 사이다이지 긴테쓰 제 1 빌딩 · 제 2 빌딩
  - 긴테쓰 제 1 · 제 2 쇼핑센터

## 인접 역
| 긴키 닛폰 철도 A 나라 선    | 긴키 닛폰 철도 A 나라 선        | 긴키 닛폰 철도 A 나라 선                 |
| --------------------------- | ------------------------------- | ---------------------------------------- |
| A20 가쿠엔마에 후세 방면    | ■ 쾌속급행 · ■ 급행             | 신오미야 A27 긴테쓰나라 방면             |
| A21 아야메이케 후세 방면    | ■ 준특급 · ■ 구간 급행 · ■ 보통 | 신오미야 A27 긴테쓰나라 방면             |
| 긴키 닛폰 철도 B 교토선     |                                 |                                          |
| B24 다카노하라 교토 방면    | ■ 급행                          | 시·종착역                                |
| B25 헤이조 교토 방면        | ■ 보통                          | 시·종착역                                |
| 긴키 닛폰 철도 B 가시하라선 |                                 |                                          |
| 시·종착역                   | ■ 급행                          | 긴테쓰코리야마 B30 가시하라진구마에 방면 |
| 시·종착역                   | ■ 급행 (하루)                   | 니시노쿄 B28 가시하라진구마에 방면       |
| 시·종착역                   | ■ 보통                          | 아마가쓰지 B27 가시하라진구마에 방면     |